# Letecký incident

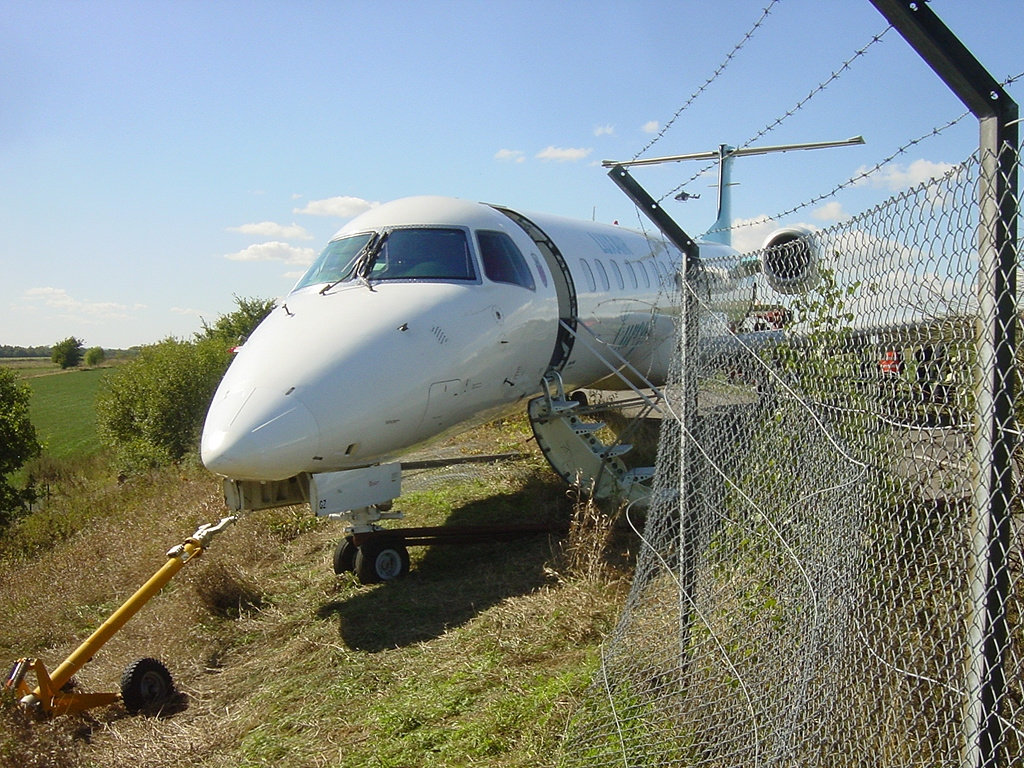
Letecký incident. Vyjetí letadla z dráhy.

Incident v letovém provozu je událost spojená s provozem letadla, jiná než letecká nehoda, která může ovlivnit bezpečnost leteckého provozu. Vážný incident je incident, jehož okolnosti nasvědčují tomu, že došlo téměř k letecké nehodě. Jedná se o chybnou činnost osob nebo nesprávnou činnost leteckých a pozemních zařízení v leteckém provozu, jeho řízení nebo zabezpečování. Incidenty se evidují a vyšetřují podobným způsobem jako letecké nehody. 

## Právní rámec
Český zákon č. 49/1997 Sb., o civilním letectví, v původním znění pojem „incident“ vůbec neobsahoval, v aktuálním znění jej sice používá, ale nedefinuje ani na jeho definici nikam neodkazuje. Definice uvádí předpis L13, o odborném zjišťování příčin leteckých nehod a incidentů, který nebyl vydán jako obecně závazný předpis, ale jako opatření ministerstva dopravy a spojů ČR čj. 28.376/01-220 dne 25. 10. 2001 a od té doby mnohokrát novelizován množstvím změn a oprav, a který by podle § 102 odst. 2 zákona o civilním letectví měl být předpisem některé ze jmenovaných mezinárodních leteckých organizací ve znění přijatém Českou republikou zastoupenou ministerstvem dopravy. 
Pro civilní letectví na území České republiky upravuje zjišťování příčin jiných než vážných incidentů § 55a zákona č. 49/1997 Sb., o civilním letectví, vážné incidenty se vyšetřují podle stejných pravidel jako letecké nehody, v zemích Evropské unie podle přímo použitelného předpisu Evropské unie, což je Nařízení Evropského parlamentu a Rady (EU) č. 996/2010, o šetření a prevenci nehod a incidentů v civilním letectví.

## Typy incidentů
Český zákon o civilním letectví rozlišuje indicenty na „vážné incidenty“ a „jiné než vážné incidenty“, předpis L13 však definuje pojem „incident“ právě jako „jiný než vážný incident“, tedy nesubsumuje „vážné incidenty“ pod pojem „incident“. V tomto smyslu definuje „incident“ jako událost, jejíž důsledky zpravidla nevyžadují předčasné ukončení letu nebo provádění nestandardních (nouzových) postupů, na rozdíl od „vážného incidentu“, avšak zároveň vážný incident definuje jako typ incidentu. Vážný incident je definován tím, že okolnosti naznačují vysokou pravděpodobnost letecké nehody,  a dále tím, že se stal v době, která je u pilotovaných letů vymezena dobou přítomnosti osob za účelem letu (od nástupu první osoby do vystoupen poslední osoby), u bezpilotních letů připraveností k letu a zastavením letadla a vypnutím pohonné soustavy. Jako souhrnný pojem pro letecké nehody, vážné incidenty, incidenty a další závady nebo nesprávné funkce letadla, jeho vybavení a všech prvků systému letectví, které se používají nebo mají být použity pro účely provozu letadla nebo v souvislosti s provozem letadla nebo s poskytováním služeb uspořádání leteckého provozu nebo navigační pomoci letadu, používá předpis termín „událost“. Pro účely evidence definuje dodatek R předpisu L13 podrobnější rozlišování závažnosti incidentů vztahujících se k ATM: 
- vážný incident (serious incident) – zejména situace kriticky blízké srážce letadel nebo ztrátě kontroly nad letadlem
- velký incident (major incident) – zejména situace blízké srážce letadel nebo letadla s překážkou
- významný indicent (significant incident) – kdy okolnosti naznačují, že by došlo k nehodě nebo závažnějšímu stupni incidentu, pokud by riziko nebylo zvládnuto nebo pokud by se v blízkosti nacházelo jiné letadlo

Incidenty v letovém provozu se dělí podle příčin na:
- letové
- technické
- v řízení letového provozu
- v zabezpečovací technice
- jiné

Mezi příčiny incidentů se zahrnují i nepředvídané přírodní jevy jako výboje statické elektřiny, střety s ptáky a podobně, pokud nejsou vyhodnoceny jako letecká nehoda. 
Dodatek R předpisu L13 pro účely evidence rozděluje incidenty na: 
- situace velmi blízká srážce
  - porušení minima rozstupu
  - nedostatečný rozstup
  - situace blízká srážce s terénem při řízeném letu
  - neoprávněné narušení dráhy, kdy byla nezbytná činnost pro vyhnutí
- možnost srážky nebo téměř srážky
  - neoprávněný vstup na dráhu nebo přítomnost na dráze, kdy není nutná činnost pro vyhnutí
  - vyjetí letadla z dráhy
  - odchylka letadla od povolení ATC
  - odchylka letadla od příslušného předpisu ATM
    - odchylka letadla od příslušných publikovaných postupů ATM
    - neoprávněné narušení vzdušného prostoru
    - odchylka od stanoveného vybavení letadla a od jeho stanoveného použití souvisejícího s ATM